# Файсал Халим
Мухамад Файсал бин Абдул Халим е малайзийски футболист, играещ като нападател за малайзийския Селангор. Участник в Купата на Азия 2023, като отбелязва първия гол срещу Южна Корея при равенството - 3:3.

## Успехи
Пенанг
- Купа на президента на Малайзия
  -  Финалист (1): 2015

 Сри Паханг
- Купа на Малайзия
  -  Носител (1): 2018

 Теренгану
- Супер лига на Малайзия
  -  Вицешампион (1): 2022
- Купа на Малайзия
  -  Финалист (1): 2022

 Селангор
- Супер лига на Малайзия
  -  Вицешампион (1): 2023

 Малайзия до 23 г.
- Купа на Краля
  -  Финалист (1): 2022
- Турнир Мердека
  -  Финалист (1): 2023